# L.A. Blues Authority Volume II: Glenn Hughes - Blues
L.A. Blues Authority Volume II: Glenn Hughes - Blues è un album in studio da solista del musicista britannico Glenn Hughes (Deep Purple, Black Sabbath, Trapeze), pubblicato nel 1992.

## Tracce
1. The Boy Can Sing The Blues – 5:38
2. I'm The Man – 5:45
3. Here Come The Rebel – 4:16
4. What Can I Do For Ya? – 6:16
5. You Don't Have To Save Me Anymore – 5:34
6. So Much Love To Give – 5:23
7. Shake The Ground – 6:05
8. Hey Buddy (You Got Me Wrong) – 6:12
9. Have You Read The Book? – 4:42
10. Life Of Misery – 5:15
11. Can't Take Away My Pride – 4:23
12. A Right To Live – 4:32

## Formazione
- Glenn Hughes – voce, basso (tracce 1, 3, 10-12)
- Craig Erickson – chitarra
- Tony Franklin – basso (2, 4-9)
- Gary Ferguson – batteria
- Mark Jordan – tastiera
- John Norum – chitarra (1, 2)
- Warren DeMartini – chitarra (1, 2, 5)
- Mark Kendall – chitarra (3, 5)
- Richie Kotzen – chitarra (4, 12)
- Darren Housholder – chitarra (7, 9)
- Paul Pesco – chitarra (8)
- Mick Mars – chitarra (9), slide guitar (11)